# Plusiodonta amado
Plusiodonta amado là một loài bướm đêm trong họ Noctuidae.